# Rămâi cu mine, Doraemon
Stand by Me Doraemon (STAND BY ME ドラえもん?) este al treizeci si cincilea film din seriile Doraemon. A fost lansat în Japonia pe 8 august 2014.

## Muzică

### Coloana sonoră
Toate melodiile sunt compuse de Naoki Sato.
| Stand by Me Doraemon Original Soundtrack |                                      |                 |         |  |
| Nr.                                      | Titlu                                | Cântăreț(i)     | Lungime |  |
| 1.                                       | „Nobita no Ichinichi”                |                 | 2:13    |  |
| 2.                                       | „STAND BY ME Doraemon Opening Title” |                 | 1:09    |  |
| 3.                                       | „Boku, Doraemon”                     |                 | 0:54    |  |
| 4.                                       | „Takecopter”                         |                 | 2:48    |  |
| 5.                                       | „Yojigen Pocket”                     |                 | 3:25    |  |
| 6.                                       | „Surikomi Tamago”                    |                 | 1:14    |  |
| 7.                                       | „Suneo Love”                         |                 | 0:48    |  |
| 8.                                       | „Sakusen Shippai”                    |                 | 1:13    |  |
| 9.                                       | „Shitsuren?”                         |                 | 2:02    |  |
| 10.                                      | „Benkyou”                            |                 | 1:01    |  |
| 11.                                      | „Test no Kekka”                      |                 | 2:00    |  |
| 12.                                      | „Sayounara, Shizuka-chan”            |                 | 3:53    |  |
| 13.                                      | „Mushisukan”                         |                 | 2:02    |  |
| 14.                                      | „Boku no Mirai”                      |                 | 2:59    |  |
| 15.                                      | „Nobita Seinen”                      |                 | 2:11    |  |
| 16.                                      | „Todoke, Kono Kioku!”                |                 | 1:55    |  |
| 17.                                      | „Tomodachi”                          |                 | 2:55    |  |
| 18.                                      | „Mirai Hikou”                        |                 | 1:37    |  |
| 19.                                      | „Kekkon Zen'ya”                      |                 | 2:59    |  |
| 20.                                      | „Doraemon no Namida”                 |                 | 1:31    |  |
| 21.                                      | „Yakusoku”                           |                 | 4:10    |  |
| 22.                                      | „Saikai ~Uso 800 no Kiseki~”         |                 | 1:57    |  |
| Lungime totală:                          | Lungime totală:                      | Lungime totală: | 46:56   |  |

## Premii
| Premii          | Premii                                   | Premii                                      | Premii                     | Premii     | Premii      |
| Data ceremoniei | Premiu                                   | Categoria                                   | Recipienți și nominalizați | Rezultat . | Ref         |
| --------------- | ---------------------------------------- | ------------------------------------------- | -------------------------- | ---------- | ----------- |
| 2014            | 18th Japan Media Arts Festival-Animation | Animated feature film                       | Stand by Me Doraemon       | Câștigat   | [ 3 ]       |
| 2014            | Lumiere Japan Awards Grand Prix          | Grand Prix Award                            | Stand by Me Doraemon       | Câștigat   | [ 4 ]       |
| 2014            | 27th Nikkan Sports Award                 | Direction Award                             | Takashi Yamazaki           | Câștigat   | [ 5 ]       |
| 2015            | 38th Japan Academy Prize                 | Outstanding Animation                       | Stand by Me Doraemon       | Câștigat   | [ 6 ]       |
| 2015            | Tokyo Anime Award                        | Animation of the Year (Award of Excellence) | Stand by Me Doraemon       | Câștigat   | [ 7 ] [ 8 ] |
| 2015            | 20th AMD Awards                          | Digital Media Award                         | Stand by Me Doraemon       | Câștigat   | [ 9 ]       |